# 康达帕利·西萨拉马亚
康达帕利·西萨拉马亚（Kondapalli Seetharamaiah；1914年—2002年4月12日）是印度共产党（马列）人民战争建立者。

## 生平
出生于安得拉邦克利须那县林加瓦拉姆村（Lingavaram village）的一个富裕家庭，在附近的Jonnapadu村长大。
他成为印度共产党克利须那县委书记。他的团体在特伦甘纳叛乱期间很活跃。1964年印度共产党分裂时，他退出了政治生活，开始在瓦朗加尔圣加布里埃尔高中担任印度语教师。在瓦朗加尔，他与Sathyamurthy建立了友好关系。两人都加入了印度共产党（马列）。他成为印共（马列）安得拉邦委员会委员。印共（马列）分裂时，西萨拉马亚于1972年加入了印度共产党（马列）中央组织委员会。1974年8月，印共（马列）中组委安得拉邦委员会成立，西萨拉马亚是其三个委员之一。
1977年4月26日在那格浦尔被捕。他被保释出狱，但潜逃后转入地下。1977年，他脱离了印度共产党（马列）中央组织委员会。1980年4月22日，他创建印度共产党（马列）人民战争。
1982年1月2日，他在海得拉巴Begumpet火车站被捕。1984年1月4日，他逃离了奥斯马尼亚医院的囚犯牢房。印共（马列）人战党内争端以Sathyamurthy（党内二号人物）和Byreddy Sathyanarayana Reddy（民兵指挥官）被驱逐告终，西萨拉马亚对该党的控制得到加强。Sathyamurthy以邓小平路线质疑党的毛主义特征。雷迪曾经反对Sathyamurthy的罢黜。
1991年，被印共（马列）人战开除。1993年，他在家乡被警察抓住。在监狱服刑几年之后，他被宣告无罪并以人道主义为由获释。
晚年放弃政治活动。患有帕金森氏症。依靠他的妻子和两个孙女生活。于2002年4月12日在维杰亚瓦达的孙女家中死亡，享年87岁。第二天安排了葬礼，只有少数人出现。